# 上田吉二郎
上田 吉二郎（うえだ きちじろう、1904年3月30日 - 1972年11月3日）は、日本の俳優。本名は上田 貞夫（うえだ さだお）。
アクの強めな演技で知られ、300本以上の映画に出演。愛称は「上吉（うえきち）」。
悪役・敵役を得意とし、弱者を痛めつけ、自分より強いものには平身低頭するような悪役が多く、独特なダミ声は、よしもと新喜劇の島田一の介や林家木久扇らによって度々声帯模写で取り上げられた。

## 来歴
1904年（明治37年）3月30日、兵庫県神戸市三宮に生まれる。旧制第一神戸中学校（現・兵庫県立神戸高等学校）在学中の1918年（大正7年）、神戸中央劇場で観た新国劇の舞台『新朝顔日記』での澤田正二郎の演技に感動し、彼に弟子入りを頼んで新国劇に入団する。1921年（大正10年）、『カレーの市民』の給仕役で初舞台を踏み、端役から次第に澤田に次ぐ役を演じる。後に新国劇の二枚看板となる島田正吾・辰巳柳太郎よりもはるかに先輩にあたる。
1925年（大正14年）、新国劇がマキノと提携して東亜キネマ等持院撮影所で製作した『国定忠次』『恩讐の彼方に』『月形半平太』の3作に沢田一党と共に出演する。1926年（大正15年）、一身上の問題から新国劇を退団し、東洋座という一座を組織して旅回りをする。時には蛇を全身に巻きつけて大蛇劇と称する芝居までやっていた。1934年（昭和9年）、京都・太秦発声映画で早川雪洲主演の『荒木又右衛門 天下の伊賀越』に出演。これがきっかけで映画に脇役出演するようになり、1939年（昭和14年）に『荒木又右衛門 天下の伊賀越』での演技に感心した稲垣浩監督の推薦で日活京都撮影所に入社。ドスのきいた声とふてぶてしいマスクに加え、彼一流の芸熱心で注目を集める。1942年（昭和17年）に日活が大映に合併されてからは大映の所属となった。
戦後は東宝と契約し、黒澤明作品に常連出演する。大げさなジェスチャー・独特の声色と言い回しでユーモラスな悪役としても人気を博した。
後にフリーとなり、大映・東映・松竹の作品やテレビドラマにも出演する。稲垣浩によると、亡くなる数年前ごろから唸るような喋りかたが人気を呼び、テレビの影響もあってその一色の演技に固まってしまったという。また、上吉プロダクションを設立して短編映画を撮ったりもした。
1971年（昭和46年）、喉頭癌の手術を受けて声帯を切除し、独特の声を失う。翌72年（昭和47年）11月3日、喉頭癌のため東京都調布市小島町の自宅で死去。68歳没。養女は林成年と結婚した。

## 人物・エピソード
稲垣浩によると「個性的な、というよりもアクの強い演技で特異な存在だったから、色々な映画に出演して、様々な役を演じて評判が良かった。リアルなものからアチャラカまで、時代劇でも現代劇でも注文に応じて何でも来い、という芸達者だった」と、上田を評価している。
稲垣が上田を認めたのは勝見庸太郎の監督映画『荒木又右衛門 天下の伊賀越』での桜井甚佐衛門の演技で、「戦国武士を忍ばせるような風格と演技と声とエロキューションに魅せられた」と評し、将来日本映画に役立つ俳優だと思って日活に上田を推薦した。しかし、当時の大スターである大河内傳次郎を新国劇の後輩だからといって「大河内君」呼ばわりして周囲のひんしゅくを買うなど、入社した上田の評判はひどく悪かった。
稲垣は上田について、時代をとらえる敏感な所もある一方、間抜けなこともあったといい、稲垣の『宮本武蔵』（1940年）で演じた秩父の熊五郎の演技が評判となると「あの演技を考案するため岡崎の動物園に日参して熊の動作を研究した」などと至る所で自慢して歩いていたという。稲垣は「彼には奥ゆかしさとか、控えめというものがない。そこがいい所でもあったし、また人から嫌われる短所もあった」とし「だが、彼の演技研究が熱心だったことは認めなければならない。それを彼自身が口に出して売り込むから安っぽくなるが、その安っぽさも実は彼らしい所でもある」と評している。黒澤明の『羅生門』がグランプリを取ると「グランプリ受賞の羅生門出演、上田吉二郎」と印刷した葉書半分ほどの大きな名刺を作って話題となった。このように上田は「赤ちょうちん的な脇役」だった。
台詞覚えが良くなかったため、台本やプロンプター用紙に漫画を描いて暗記していた。台本の「貧乏」というセリフには一文銭の絵に「×」を描く、驚いた声を出す場合は火山が噴火した絵をプロンプター用紙に添えるなど独特な覚え方をした。また小道具やセット・カメラの死角になる部分に自分の台詞を書き入れることも行った。小沢重雄によれば生放送テレビドラマの際、上田が台詞を書いた地蔵のセットを誰かがいたずらで裏返して本番を迎えたが、フレーム・インした上田は慌てることなく「む、村のわらべが悪さをしよって」とアドリブで地蔵を元通りにし、演技を続けたという。
絵が好きであり、常に画帖と鉛筆を手放さなかった。暇があるとスケッチし、唾を指に着けて彩色した。ある時黒澤明が冗談で「セザンヌの画のようだね」と言うと、すっかり真に受けて100枚程のスケッチを黒澤の家に持ち込んで来た。黒澤は困り果て「大した野郎だな」と十枚ほど見てシャッポを脱いだといい、これ以来画伯づいた上田はアンデパンダン展に大作を出品した。娘の若いころの写真を模写した「舞妓種子の像」は高値が付けられたが、稲垣が後で聞くと買主は上田本人だった。
1936年（昭和11年）ごろ、高堂国典が結成した日本映画人禁酒聯盟の副会長になったが、会は3ヶ月を待たずして解散となった。この頃妻は子宮癌を患っていた。30歳代の上田に対し妻は「辛抱できないでしょうから、内緒で浮気をしてもいいわ」と公認したが、妻は外泊した晩に息を引き取ってしまった。娘から「お父ちゃんの馬鹿」と泣かれた上田は「お母ちゃんは死んだけど、お父ちゃんの腹の中にちゃんと納めてやるから」と言って、遺骨をボリボリ齧りながら酒を飲んで夜を明かしたという。
癌で声を失った後、ポケットに発声器を忍ばせ、喉にマイクを当て「コレカラハ、絵ヲカイテ、クラシマス」と話したといい、ポケットから聞こえる機械音声は哀れだったが、稲垣は「それはいかにも上吉らしく、微笑ましかった」と上田を偲んでいる。
小型の機械が好きで、万年筆型の懐中電灯やピストル型ライター、電池式の手持ち扇風機を鞄から取り出して得意然としていた。8ミリカメラが一般的でないころに上吉プロダクションの作品を作っていた。

## 出演作品

### 映画

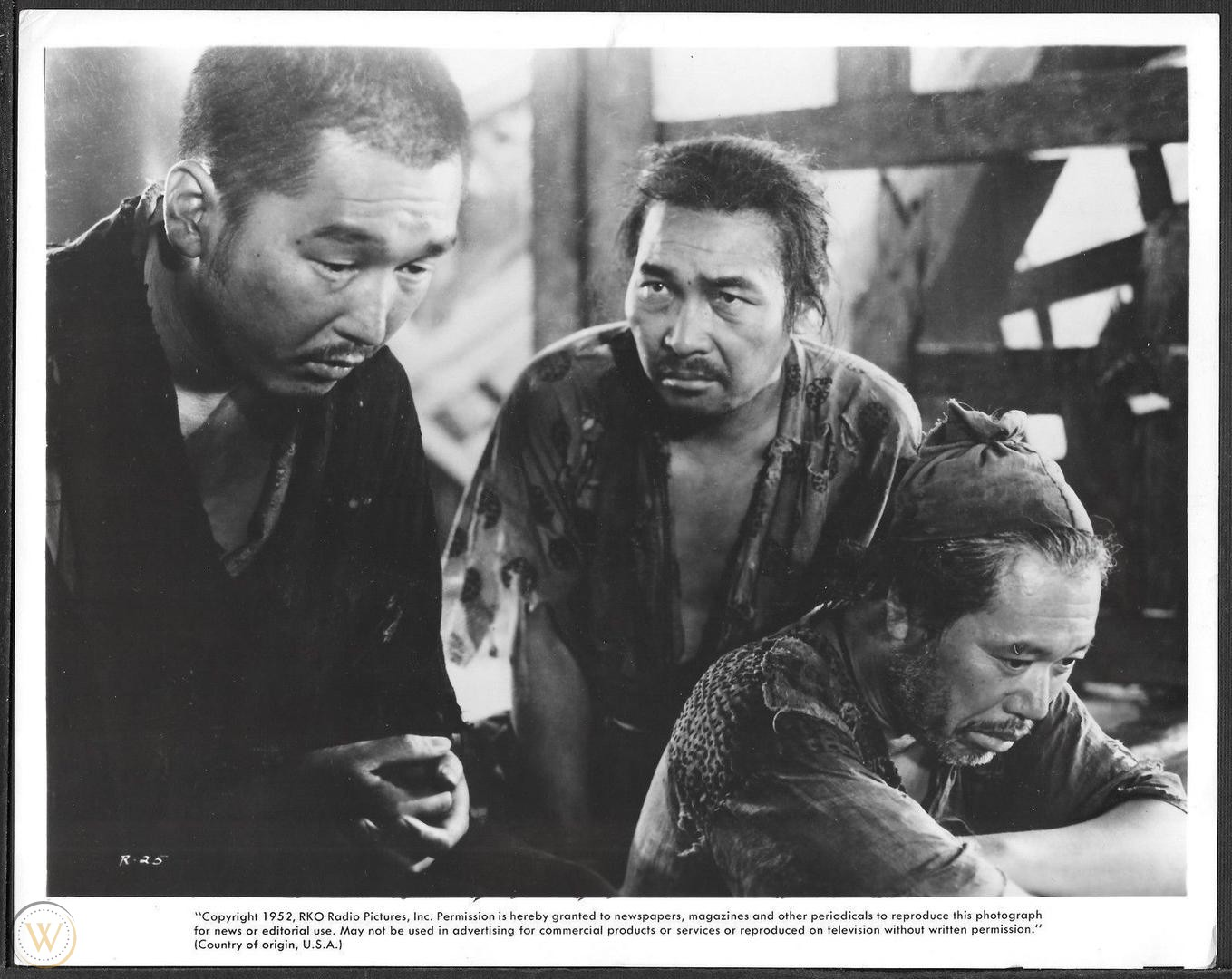
『羅生門』（1950年）

- 国定忠次（1925年、東亜キネマ） - 清水巌鉄
- 月形半平太（1925年、聯合映画芸術家協会） - 奥平久之進
- 荒木又右衛門 天下の伊賀越（1934年、太秦発声映画） - 桜井甚佐衛門
- 怪盗白頭巾（1936年、日活）
- 大菩薩峠 鈴鹿山の巻・壬生島原の巻（1936年、日活） - 田中新兵衛
- 児来也小僧 旋風篇・電光解決篇（1936年、日活） - 露の五郎兵衛
- 南国太平記（1937年、J.O.スタヂオ） - 島津斎興
- 權三と助十（1937年、東宝映画） - 運の行者
- ロッパの大久保彦左衛門（1939年、東宝映画） - 石川五右衛門
- 鍔鳴浪人（1939年、日活） - 白大河
- 宮本武蔵シリーズ（日活） - 秩父の熊五郎
  - 宮本武蔵 草分の人々・栄達の門（1940年）
  - 宮本武蔵 剣心一路（1940年）
- 鞍馬天狗捕はる（1940年、日活） - 多羅尾文十郎
- 続清水港（1940年、日活） - 大政役者、大政
- 織田信長（1940年、日活） - 柴田権六
- 伊達大評定（1941年、日活） - 奇妙院法顯
- 海を渡る祭礼（1941年、日活） - 手品師の玄斎坊
- 天兵童子（1941年、日活） - 野上藤内
- 江戸最後の日（1941年、日活） - 益満休之助
- 宮本武蔵 一乗寺決闘（1942年、日活） - 三角又十郎
- 維新の曲（1942年、大映） - 黒澤増之進
- 独眼龍政宗（1942年、大映）
- 虹の道（1942年、大映） - 座長村岡
- マライの虎（1943年、大映） - バテバウ刑事
- おかぐら兄弟（1946年、大映） - 元締の駒五郎
- 七つの顔（1946年、大映） - 大村平左衛門
- 壮士劇場（1947年、大映）
- 母ものシリーズ（大映）
  - 山猫令嬢（1948年） - 醉漢
  - 母人形（1951年） - そばやの清三
  - 母子鶴（1952年） - 山形ハリー
  - 母の瞳（1953年） - 早川
- 天狗飛脚（1949年、大映） - 浪華屋伝兵衛
- 待っていた象（1949年、大映） - 泥棒の親分
- 女殺油地獄（1949年、大映） - 和泉屋章魚久
- 透明人間現わる（1949年、大映） - 杉本音治
- 私は狙われている（1950年、大映） - 太った男
- われ幻の魚を見たり（1950年、大映） - 鉱山師丸仙
- 醜聞（1950年、松竹） - 木樵の親爺B
- 羅生門（1950年、大映） - 下人
- 当り矢金八捕物帖 千里の虎（1950年、新光映画） - 按摩・竹の市
- ごろつき船（1950年、大映） - 万昌院覚円
- 愛と憎しみの彼方へ（1951年、映画芸術協会） - 真志保
- 続佐々木小次郎（1951年、東宝） - 覚禅
- 海賊船（1951年、東宝） - 獨活
- 旗本退屈男 唐人街の鬼（1951年、東映） - 陣雲龍
- 稲妻草紙（1951年、松竹） - 亀屋六蔵
- 慶安秘帖（1952年、東宝） - 柴田三郎兵衛
- 続馬喰一代（1952年、大映） - 阿弥陀の鳳山
- 戦国無頼（1952年、東宝）
- 銭なし平太捕物帳（1952年、東映） - 彫り師源助
- 忠治旅日記 逢初道中（1952年、東映） - 清水の玩鉄
- 浅間の鴉（1953年、大映） - 聖権の親分
- 雨月物語（1953年、大映） - 衣服屋の主人
- 旅はそよ風（1953年、宝塚映画） - 半田半兵衛
- 右門捕物帖シリーズ - あばたの敬四郎
  - 右門捕物帖 妖鬼屋敷（1954年、宝塚映画）
  - 右門捕物帖 献上博多人形（1955年、宝塚映画）
  - むっつり右門捕物帖 鬼面屋敷（1955年、新東宝）
  - 右門捕物帖 恐怖の十三夜（1955年、宝塚映画）
- 七人の侍（1954年、東宝） - 斥候A
- 次郎長三国志シリーズ（東宝） - 都田村の吉兵衛
  - 第八部 海道一の暴れん坊（1954年）
  - 第九部 荒神山（1954年）
- 水戸黄門漫遊記 地獄極楽大騒ぎ（1954年、東映） - 馬淵大全坊
- 潮騒（1954年、東宝） - 宮田照吉
- 照る日くもる日（1954年、宝塚映画） - 猿の源次
- 33号車応答なし（1955年、東宝） - バーの客の友人
- 新鞍馬天狗 夕立の武士（1955年、東宝） - 仙覚坊
- 夫婦善哉（1955年、東宝） - 客
- 生きものの記録（1955年、東宝） - 朝子の父
- 宮本武蔵 完結篇 決闘巌流島（1956年、東宝） - 阿巌法師
- 乱菊物語（1956年、東宝） - 張恵卿
- 大暴れチャッチャ娘（1956年、東宝） - 荒巻組の親方
- 女囚と共に（1956年、東宝）- 大野分類課長
- 疾風!鞍馬天狗（1956年、宝塚映画） - 開善和尚
- 白夫人の妖恋（1956年、東宝） - 王明[9]
- 流れる（1956年、東宝） - 乾物屋主人
- 東京の人さようなら（1956年、東宝） - 千代の父源助
- 眠狂四郎無頼控シリーズ（東宝）
  - 眠狂四郎無頼控（1956年） - 美濃屋嘉兵衛
  - 眠狂四郎無頼控 第二話 円月殺法（1957年） - 美濃屋
  - 眠狂四郎無頼控 魔剣地獄（1958年） - 相模屋
- 蜘蛛巣城（1957年、東宝） - 鷲津の親兵A
- 嵐の中の男（1957年、東宝） - 挽洋社社主太刀岡玄将
- 美貌の都（1957年、東宝） - 橋本米太郎
- 柳生武芸帳シリーズ（東宝）
  - 柳生武芸帳（1957年） - 望月庄左衛門
  - 柳生武芸帳 双龍秘剣（1958年） - 天道法眼
- 山鳩（1957年、東宝） - 亭主
- ただいま零匹（1957年、まどかグループ） - 大内喜衛門
- どん底（1957年、東宝） - 島造
- 続サラリーマン出世太閤記（1957年、東宝） - 須賀
- 地上（1957年、大映） - 中村太兵衛
- 源氏九郎颯爽記 白狐二刀流（1958年、東映） - 犬山有隣斎
- 大菩薩峠 第二部（1958年、東映） - 善市
- 無法松の一生（1958年、東宝） - 茶店の客
- 弥次喜多道中記（1958年、東宝） - 丸橋正忠斎
- 新選組（1958年、東映） - 池田屋惣兵衛
- 隠し砦の三悪人（1958年、東宝） - 人買いの親父
- 裸の大将（1958年、東宝） - 中佐
- 人生劇場 青春篇（1958年、東宝） - 熊襲校長
- 次郎長意外伝 灰神楽木曽の火祭（1958年、東宝） - 銭屋太郎兵衛
- 白鷺（1958年、大映） - 巽弥平
- 旗本退屈男シリーズ（東映）
  - 旗本退屈男 謎の南蛮太鼓（1959年） - 石川五郎衛門
  - 旗本退屈男 謎の竜神岬（1963年） - 鍵屋十左
- 或る剣豪の生涯（1959年、東宝） - 半田半兵衛
- 江戸っ子判官とふり袖小僧（1959年、東映） - 箱根の山賊頭
- ある日わたしは（1959年、東宝） - 花島代議士
- 花嫁さんは世界一（1959年、東京映画） - 太った紳士
- 日本誕生（1959年、東宝） - 久米八腹[9]（クメのヤハラ）
- 天下の大泥棒 白浪五人男（1960年、東京映画） - 聖天熊五郎
- よさこい三度笠（1960年、大映） - 羽生の藤兵衛
- 新吾十番勝負 第三部（1960年、東映） - 藤井為之助
- 歌行燈（1960年、大映） - 倉吉
- 最後の切札（1960年、松竹） - 高利貸
- 大いなる驀進（1960年、東映） - 政党幹部
- 大坂城物語（1961年、東宝） - 善兵衛
- 人間の條件 第5・6部（1961年、にんじんくらぶ） - 石炭屋
- 天下の快男児 旋風太郎（1961年、東映） - 鬼鮫大五郎
- 七人の敵あり（1961年、東宝） - 岩野浩三
- 金づくり無法時代（1961年、東宝） - 青江社長
- 女は二度生まれる（1961年、大映） - 猪谷先生
- 好人好日（1961年、松竹） - 役所のクレーマー
- ヒマラヤ無宿 心臓破りの野郎ども（1961年、東映） - 宣伝部長
- 悪名シリーズ（大映） - 沖縄の源八
  - 続悪名（1961年）
  - 悪名一代（1967年）
- 喜劇 にっぽんのお婆あちゃん（1962年、M.I.I.プロ） - 政治家じいさん大川
- 婦系図（1962年、大映） - 坂田礼之進
- 黒シリーズ（大映）
  - 黒の試走車（1962年） - 的場捨松
  - 黒の報告書（1963年） - 柿本源太郎
  - 黒の超特急（1964年） - 旅館の主人
- 長脇差忠臣蔵（1962年、大映） - 二俣の藤兵衛
- 箱根山 (1962年、東宝)
- 殺陣師段平（1962年、大映） - 引抜きの男
- 拝啓天皇陛下様（1963年、松竹） - 朝鮮のとうちゃん
- ジェリーの森の石松（1963年、松竹） - 掛川の周太郎
- 残菊物語（1963年10月17日、松竹） - 大阪商人
- クレージー作戦 先手必勝（1963年、東宝） - 植吉親分
- 続男の紋章（1963年11月10日、日活） - 津野
- 拝啓総理大臣様（1964年、松竹） - 酔っぱらいの客
- 三匹の侍（1964年、松竹） - 石垣
- 東京五輪音頭（1964年、日活） - 藤崎源造
- 自動車泥棒（1964年、東宝） - ラーメン爺
- 赤いダイヤ（1964年、東映） - 陳
- 五瓣の椿（1964年、松竹） - 見張り番の爺
- 座頭市関所破り（1964年、大映） - 島村の甚兵衛
- 孤独の賭け（1965年、東映） - 赤松新平
- 青春とはなんだ（1965年、日活） - 山吉老人（駅長）
- 裸の青春 (1965年、松竹）
- 暴れ豪右衛門（1966年、東宝） - 白峯の蟹右衛門
- てなもんや東海道（1966年、東宝） - 風天仙人
- 網走番外地シリーズ（東映）
  - 網走番外地 大雪原の対決（1966年） - 権田（ニセ鬼寅）
  - 新網走番外地 大森林の決斗（1970年）
- 大怪獣空中戦 ガメラ対ギャオス（1967年、大映） - 金丸辰衛門（村長）
- 落語野郎 大泥棒（1967年、東宝） - 浜松屋幸兵衛
- ドリフターズですよ!シリーズ（東宝）
  - ドリフターズですよ!前進前進また前進（1967年10月28日） - 部長
  - ドリフターズですよ!冒険冒険また冒険（1968年9月21日） - 新聞社社長
  - ドリフターズですよ!特訓特訓また特訓（1969年1月15日） - 古物商の小父さん
  - ドリフターズですよ!全員突撃（1969年4月27日） - 大村剛之助
- 喜劇列車シリーズ（松竹）
  - 喜劇団体列車（1967年） - 関口
  - 喜劇初詣列車（1968年） - クラブの客
- 牧伸二の社員シリーズ（松竹）
  - 悪党社員遊侠伝（1968年） - 桑野社長
  - 極道社員遊侠伝（1968年） - 大垣隆成
  - 猛烈社員 スリゴマ忍法（1969年） - 三津川友吉
- 温泉芸者シリーズ（東映）
  - 温泉あんま芸者（1968年） - 野毛親分
  - 温泉ポン引女中（1969年） - 丸山
  - 温泉こんにゃく芸者（1970年） - 田中作兵衛
- ㊙トルコ風呂（1968年、東映） - 松田
- 徳川女刑罰史（1968年、東映） - 巳之助
- コント55号シリーズ
  - コント55号 世紀の大弱点（1968年、東宝） - 赤石銅幹
  - こちら55号応答せよ!危機百発（1970年、松竹） -  血桜一家親分
  - コント55号 水前寺清子の大勝負（1970年12月30日、松竹） - 天城一家の親分
- 残酷・異常・虐待物語 元禄女系図（1969年、東映） - 御大尽
- 愛のきずな（1969年、東宝） - 政治家
- 異常性愛記録 ハレンチ（1969年、東映） - 発田
- 徳川いれずみ師 責め地獄（1969年、東映） - 大黒屋の客A
- 日本侠客伝 花と龍（1969年、東映） - 永田秀次
- 全員集合!!シリーズ（松竹）
  - いい湯だな全員集合!!（1969年） - 熊吉
  - ミヨちゃんのためなら全員集合!!（1969年） - 熊井寅市
  - 誰かさんと誰かさんが全員集合!!（1970年） - 川上団兵衛
- 広域暴力 流血の縄張（1969年、日活） - 寺島
- 明治大正昭和 猟奇女犯罪史（1969年、東映） - 稲葉
- 不良番長シリーズ（東映）
  - 不良番長 どぶ鼠作戦（1969年） - 山高今朝吉
  - 不良番長 出たとこ勝負（1970年） - 成金オヤジ
  - 不良番長 暴走バギー団（1970年） - 市村金助
- 江戸川乱歩全集 恐怖奇形人間（1969年、東映） - 医者
- 盛り場仁義 (1970年、日活）
- 青春喜劇 ハレンチ学園（1970年、日活） - 校長
- 夜遊びの帝王（1970年、東映） - 葬儀屋
- 俺の空だぜ!若大将（1970年、東宝） - 大林
- バツグン女子高校生 16才は感じちゃう（1970年、東宝） - 結城五郎兵衛
- 喜劇 あゝ軍歌（1970年、松竹） - 師団長
- ずべ公番長 東京流れ者（1970年、東映） - 錦元組組長
- すっぽん女番長（1971年、大映） - 管理人

### テレビドラマ
- 夫婦百景 第80回「コンプレックス亭主」（1959年、NTV）
- 愛の劇場 第37・38回「風ひかる朝」（1960年、NTV）
- 戦争 第11回「雨」（1960年、CX）
- 慎太郎ミステリー・暗闇の声 / うまい話（1960年、KR）
- サンヨーテレビ劇場 / 砂時計（1960年、KR）
- NECサンデー劇場 / あべこべ物語（1960年、NET）
- グリーン劇場（TBS）
  - 第18回「俺は知らない」（1961年）
  - 第24回「はぐれ念仏」（1961年）
- 侍（CX）
  - 第22回「我もし剣豪なりせば」（1961年）
  - 第28回「國士無双」（1961年）
- 東芝日曜劇場（TBS）
  - 第231回「ある夜の殿様」（1961年）
  - 第364回「カルテロ・カルロス日本へ飛ぶ」（1963年）
- 夜の十時劇場 / 青べか物語（1961年、CX）
- 山本周五郎アワー 第12回「地蔵」（1961年、TBS）
- 東芝土曜劇場（CX）
  - 第124回「ねばったやつら」（1961年）
  - 第135回「俺も殺せ」（1961年） - 虎田
  - 第160回「仲のいい死体」（1962年）
- 近鉄金曜劇場（TBS）
  - 故郷は遠くにありて（1962年）
  - 若き日の摂津守（1963年）
- ミステリーベスト21 / これが法律だ（1962年、NET）
- シャープ火曜劇場（CX）
  - 第65回「一坪の空」（1962年）
  - 第75回「南風」（1963年） - 奥田儀之輔
- お気に召すまま 第13回「零」（1962年、NET）
- 判決 第12回「蝶」（1963年、NET）
- 七人の刑事（TBS）
  - 第68話「アパート白百合荘殺人事件」（1963年）
  - 第257話「砂の城」（1966年）
  - 第313話「論より証拠」（1967年）
- 日本映画名作ドラマ / 鯉名の銀平（1963年、NET）
- テレビ指定席 / 孤独の空（1963年、NHK）
- 三匹の侍 （CX）
  - 第1シリーズ 第9話「群狼乱舞」（1963年）
  - 第1シリーズ 第20話「真贋破邪」（1964年）
  - 第2シリーズ 第10話「愁刃有情」（1964年）
  - 第5シリーズ 第14話「空っ風野郎」（1968年） - 猪首の伝造
- 特別機動捜査隊（NET / 東映）
  - 第154・155話「東京0米地帯（前・後編）」（1964年）
  - 第192話「二十歳」（1965年）
  - 第213話「悪女の影」（1965年）
  - 第250話「時限爆弾」（1966年）
- 日産スター劇場（NTV）
  - 取り立て屋珍聞録（1965年）
  - 裏口からどうぞ（1966年）
  - かあさん握手だ（1966年）
- 信託水曜劇場 / 貸間あり（1965年、CX）
- NHK大河ドラマ
  - 太閤記（1965年、NHK） - 斎藤道三
  - 源義経（1966年、NHK） - 後藤新兵衛基清
- 木下恵介アワー / 記念樹（1966年、TBS） - 吉田徳平
- 泣いてたまるか 第10話「さらば飛行服」（1966年、TBS / 国際放映）
- 何処へ 第6話「困ったラブレター」（1966年、NTV / 松竹）
- わんぱく砦 （1966年、ABC / 山崎プロ）
- 快獣ブースカ 第10話「あの広場を守れ!」（1967年、NTV / 円谷プロ） - 凸凹不動産社長
- 風 第10話「すっ飛び東海道」（1967年、TBS / 松竹）
- 忍者ハットリくん＋忍者怪獣ジッポウ 第9話「山賊ゾクゾク出て来たでござる」（1967年、NET / 東映） - くもの巣金時
- ザ・ガードマン（TBS / 大映テレビ）
  - 第177話「女猫宝石泥棒」（1968年）
  - 第236話「喜劇・いらっしゃいませ集団万引様」（1969年）
  - 第239話「金貸しばあさん殺人事件」（1969年）
  - 第264話「宝石と女の戦争」（1970年）
- バンパイヤ 第2話、第3話、第5話、第6話、第9話、第10話（1968年、CX / 虫プロ） - 大西剛三
- 進め!青春 第2話「ゴーゴー・レッツゴー」（1968年、NTV / 東宝） - 親分
- キイハンター（TBS / 東映）
  - 第33話「殺人行進曲」（1968年）
  - 第91話「サギと殺しの集団旅行」（1969年） - ニセ石油成金・花園
  - 第145話「ギャング対Gメン 自動車レース」（1971年） - マッカラ共和国・副大統領
  - 第152話「おー新婚！ハレンチ追跡旅行」（1971年）
  - 第159話「腰抜けギャング、がい骨争奪戦」（1971年） - 金山
- ジャンケン ケンちゃん（1969年 - 1970年、TBS / 国際放映） - ケンちゃんの祖父
- フラワーアクション009ノ1 第3話「裏切り寝返り大合戦」（1969年、CX / 東映） - アラジン国大統領
- プレイガール（12ch / 東映）
  - 第31話「東京おんな番外地」（1969年） - 大峰源太郎
  - 第62話「老人と女のポルカ」（1970年）
  - 第78話「暗黒街の美少年」（1970年）
- 水戸黄門（TBS / C.A.L）
  - 第1部 第15話「わしは天下の風呂番だ -今治-」（1969年） - 虎之助
  - 第2部 第5話「身替り花婿 -米沢-」（1970年） - 板屋の親分
- コント55号60分一本勝負 第5話「泣くなクラリネット」（1970年、NET）
- 銀河ドラマ / くやし涙（1970年、NHK） - 伊集院
- ゴールドアイ 第21話「大金塊密輸団」（1970年、NTV / 東映）
- 恋愛術入門 第21話「花嫁りゃく奪作戦」（1971年3月14日、 TBS / 国際放映） - お仲人役
- めくらのお市 第2話「荒野に赤い花が散る」（1971年4月18日、 NTV / ユニオン映画） - 甲州屋久兵衛
- ハレンチ学園 第25話「ハレンチ新入生の巻」（1971年、12ch / 日活） - 理事長

### その他のテレビ番組
- 爆笑漫才大学（1970年、NTV）

### CM
- 日産自動車・ダットサン・キャブスター A320型系・初期型 （1968年）

### 声の出演
- ひょっこりひょうたん島（NHK） - ケッサン
- スカイキッドブラック魔王（1969年） - 大臣

## シングルレコード
- 『上吉・豊子・・・・のハレンチ・アモーレ/おじいちゃんのヘ単調作品5番』（1970年、ミノルフォンレコード） - 武智豊子とのデュエット・ソング。B面は上田のソロ曲。